# Debreczeny Csaba
Debreczeny Csaba (Budapest, 1971. május 23. –) Jászai Mari-díjas magyar színész.

## Életpályája
1990-ben a Kispesti Deák Ferenc Gimnáziumban érettségizett. Középiskolai tanulmányai alatt részt vett az iskolai színjátszókör munkájában. 1990–1994 között a Színház- és Filmművészeti Főiskola hallgatója volt. 1994–1995 között a budapesti Katona József Színház tagja volt. 1995-től 1997-ig a kecskeméti Katona József Színházban szerepelt. 1997–2002 között a Radnóti Miklós Színház tagja volt. 2002–2004 között szabadfoglalkozású színész volt. 2004–2016 között az Örkény István Színház tagja volt. 2016-tól szabadfoglalkozású színész. 2016-2021-ig az RTL Spike csatornahangja volt.

## Színházi szerepei
- Meilhac: Szép Heléna –
- Mrożek: Gyalogszerrel – Zielinski főhadnagy
- K. Halász Gyula: Fiatalság-bolondság – Zamencsák
- William Shakespeare: Veronai fiúk – Valentin
- William Shakespeare: Julius Caesar – Octavius
- Pirandello: Ma este improvizálunk –
- Weöres Sándor: Octopus, avagy Szent György és a sárkány históriája – Sirio
- Stoppard: Rosencrantz és Guildenstern halott – Tragédiajátszó
- Maitby-Boublil: Miss Saigon – Chris
- Feydeau: A barátnőm barátnője – Marcel
- Petőfi Sándor: János vitéz – Bagó; Kukorica Jancsi
- Carlo Goldoni: Chioggiai csetepaté – Titta Nane
- William Shakespeare: Ahogy tetszik – Silvius
- Martos Ferenc: Sybill – Petrov
- Szilágyi László: Én és a kisöcsém – Dr. Sas
- Kipling: A dzsungel könyve – Maugli
- Federico García Lorca: Yerma – Victor
- Vajda Katalin: Anconai szerelmesek – Lucrezio
- Mándy Iván: Régi idők mozija – 3. Férfi
- Calderón de la Barca: VIII. Henrik – Károly
- Caragiale: Zűrzavaros éjszaka – Spiridon
- Kálmán Imre: Csárdáskirálynő – Edvin
- Bertolt Brecht: Rettegés és ínség –
- Bíró Kriszta: Az élet kapufája –
- Nagy András: Knédli (Négy Habsburg-recept) – Ferenc József
- Baróti Géza: Bástyasétány 77 – Szatmári Péter
- Cohen: A fejedelem – Piero Soderini
- Ragni: Hair – Berger
- Balogh-Kerényi: Csíksomlyói passió – Jézus; Ádám; 3. sidó gyermek
- Ebb-Fosse: Chicago – Billy Flynn
- Mácsai-Guelmino: Mi újság, múlt század? –
- Molnár Ferenc: A farkas – Szabó György
- Victor Hugo: A nyomorultak – Enjolras; Marius; Javert
- Sarkadi Imre: Elveszett paradicsom – Zoltán
- Lev Tolsztoj: Anna Karenina – Vronszkij
- Puskin: Borisz Godunov – Apát; Varlam; Kurbszkij; Baszmanov
- Molnár Ferenc: Az üvegcipő – Császár Pál
- Carlo Goldoni: A komédiaszínház – Lelio
- Svarc: A sárkány – Henrik
- William Shakespeare: A hárpia megzabolázása, avagy a makrancos hölgy – Hortensio; Iskolamester
- Schimmelpfennig: Az arab éjszaka – Kalil
- DiPietro: Te édes, de jó vagy, légy más! –
- Axelrod: Goodbye Charlie – George Tracey
- Kárpáti Péter: Első éjszaka avagy az utolsó. Mit tett Umáma Átikával? Avagy a szerelem megszállott rabjának története – A király
- William Shakespeare: Vízkereszt vagy bánom is én – Tompa Albert úr
- Tasnádi István: Finito – Pál
- Csehov: Apátlanul – Szergej Pavlovics Vojnyicev
- Kárpáti Péter: Búvárszínház – Pufi
- Várady-Réz: Nyugat 2008-1908 –
- Wilde: Bunbury – Algernon Moncrieff
- Feydeau: A hülyéje – Pontagnac
- Parti Nagy Lajos: Jógyerekek képeskönyve – Augusztácska
- Kleist: Homburg hercege – Dorfling marsall
- Weidman: Contact – Michael Wiley
- Schikaneder: A varázsfuvola – Monostatos
- Gáspár Ildikó: Bohémélet – Marcel
- Tasnádi-Várady-Dömötör: Kihagyhatatlan –
- Nógrádi Gábor: Sose halunk meg – Pucus
- Moldova György: Te furcsa katona! – Örményi Pál
- Dürrenmatt: János király – Plantagenet János

## Filmjei

### Játékfilmek
- Üvegtigris (2001)
- A Hídember (2002)
- Isztambul (2011)
- Halj már meg! (2015)

### Tévéfilmek
- Isten teremtményei (1986)
- 7-es csatorna (1999)
- Limonádé (2002)
- Életképek (2004)
- Jóban Rosszban (2006–2007)
- Beugró (2007)
- Szájhősök (2012)
- Mindenből egy van (2012, 2016)
- Aranyélet (2015)
- Kossuthkifli (2015)
- A mi kis falunk (2017–)
- Segítség! Itthon vagyok! (2020)
- A Séf meg a többiek (2022)
- Aranybulla (2022)
- Gólkirályság (2024)

## Szinkronszerepei
- 11:14: Jack – Henry Thomas
- A fekete tulipán: Saint-Preux fivérek  – Alain Delon
- A gyerekesek: John Solomon – Will Arnett
- A pokol lovasai: Jake Roedel – Tobey Maguire
- A pokolból: Dr. Ferral – Paul Rhys
- A stadion őrültje: Jean-Guy – Jean-Guy Fechner
- A világ végéig: David – David Gulpilil
- Amikor megállt a Föld: Michael Granier – Jon Hamm
- Az utolsó vakáció: Dillings szenátor – Giancarlo Esposito
- Árnyékok és köd: Jack, diák – John Cusack
- Beépített szépség 2.: Jeff Foreman – Enrique Murciano
- Bleach: Kotsubaki Sentarou – Toochika Kouichi (japán) – Michael Lindsay (angol)
- Carlito útja: Manny Sanchez – Nelson Vasquez
- Die Hard – Drágán add az életed!: Tony – Andreas Wisniewski
- Díszkíséret: Vance Dooly – Grand L. Bush
- Dundee őrnagy: Graham hadnagy – Jim Hutton
- Dűne: Feyd-Rautha Harkonnen – Matt Keeslar
- Egy cipőben: Simon Stein – Mark Feuerstein
- Egyiptom hercege: Mózes – Val Kilmer
- Flash – A Villám: Dr. Harrison Wells – Tom Cavanagh
- Kiscsávó: Greg – Lochlyn Munro
- Levelek Júliának: Victor – Gael García Bernal
- Napfény: Kaneda – Szanada Hirojuki
- Next – A holnap a múlté: Mr. Smith – Thomas Kretschmann
- Rumlis vakáció: Todd Mallory – Will Arnett
- Sailor Moon: Álarcos Férfi – Furuja Tóru
- Star Wars: Lázadók: Nyolcadik Fivér Inkvizítor – Robbie Daymond
- Superman visszatér: Richard White – James Marsden
- Szexoktatás: Remi Milburn – James Purefoy
- Timecode: Quentin, a masszőr – Julian Sands
- Több mint sport: Red Dawson – Matthew Fox
- Transformers: Energon: Tűzgolyó (Hot Shot) – Brent Miller (Cartoon Network szinkronváltozat)
- Transformers: Cybertron: Tűzgolyó (Hot Shot) – Brent Miller (Cartoon Network szinkronváltozat)
- Tudorok: Sir Richard Rich – Rod Hallett
- Újabb bolondos dallamok: Speedy Gonzales – Fred Armisen
- Végzetes kitérő: Finn – Desmond Askew
- Fekete Párduc: T'Challa/Fekete Párduc – Chadwick Boseman
- Stranger Things: Hopper felügyelő – David Harbour

## Díjai
- Súgó Csiga díj (2003)
- A színházi találkozó díja (2007)
- A színikritikusok díja (2007)
- Jászai Mari-díj (2010)
- Pantalone-díj (2011)